# Карабанов, Дмитрий Иванович
Дми́трий Ива́нович Караба́нов (13 мая 1927 года, с. Виноградовка Ключевского района Алтайского края, РСФСР, СССР — 7 декабря 2015 года, Москва, Россия) — советский государственный и российский общественный деятель, участник ветеранского движения. Председатель Всероссийской общественной организации ветеранов (пенсионеров) войны, труда, Вооруженных Сил и правоохранительных органов (2008—15 гг.). Председатель Приморского крайисполкома (1977—86), депутат Верховного Совета РСФСР.

## Биография
Родился 13 мая 1927 года в селе Виноградовка Ключевского района Алтайского края.
В 1950 году окончил Владивостокское высшее мореходное училище (ныне — МГУ имени Г. И. Невельского). Курсант первого, комсомольского набора. В годы учебы был комсоргом факультета, командиром взвода с первого курса.
С 1962 по 1971 годы — директор Находкинского судоремонтного завода. С 1971 по 1977 год — начальник Управления материально-технического снабжения Дальневосточного района новой системы Госснаба СССР.
С 1977 по 1986 год — председатель исполнительного комитета Приморского краевого Совета народных депутатов. С 1986 года — персональный пенсионер союзного значения, г. Москва.
С 2008 по 2015 год — председатель Всероссийской общественной организации ветеранов (пенсионеров) войны, труда, Вооружённых Сил и правоохранительных органов.

## Награды
- Орден Почёта (31 октября 2002) — за достигнутые трудовые успехи и многолетнюю добросовестную работу[1]
- Медаль ордена «За заслуги перед Отечеством» II степени (7 декабря 1995) — за многолетнюю плодотворную работу по патриотическому воспитанию молодежи, социальной защите ветеранов, укреплению дружбы между народами [2]
- Орден Октябрьской революции,
- Орден «Знак Почёта»,
- Три ордена Трудового Красного Знамени,
- Почётный гражданин города Находка (1997),
- Знак «Золотой фонд ДВГМА».
- Почётная грамота Правительства Российской Федерации (7 мая 1997) — за заслуги в содействии проведению социальной и экономической политики государства, большой личный вклад в развитие ветеранского движения, активное участие в патриотическом воспитании молодёжи и в связи с 70-летием со дня рождения[3]
- Благодарность Правительства Российской Федерации (13 мая 2007) — за заслуги в становлении и развитии ветеранского движения[4]
- Почётная грамота Правительства Москвы (7 мая 2007) — за большой личный вклад в развитие ветеранского движения, патриотическое воспитание молодёжи, активную общественную деятельность и в связи с 80-летием со дня рождения[5]